# Parafia Matki Bożej Fatimskiej w Żodzinie
Parafia Matki Bożej Fatimskiej w Żodzinie(biał. Парафія Маці Божай Фацімскай у Жодзіне) – parafia rzymskokatolicka w Żodzinie. Należy do Dekanatu Borysowskiego archidiecezji mińsko-mohylewskiej. Została utworzona w 1992 roku. Parafię prowadzą Marianie.

## Historia

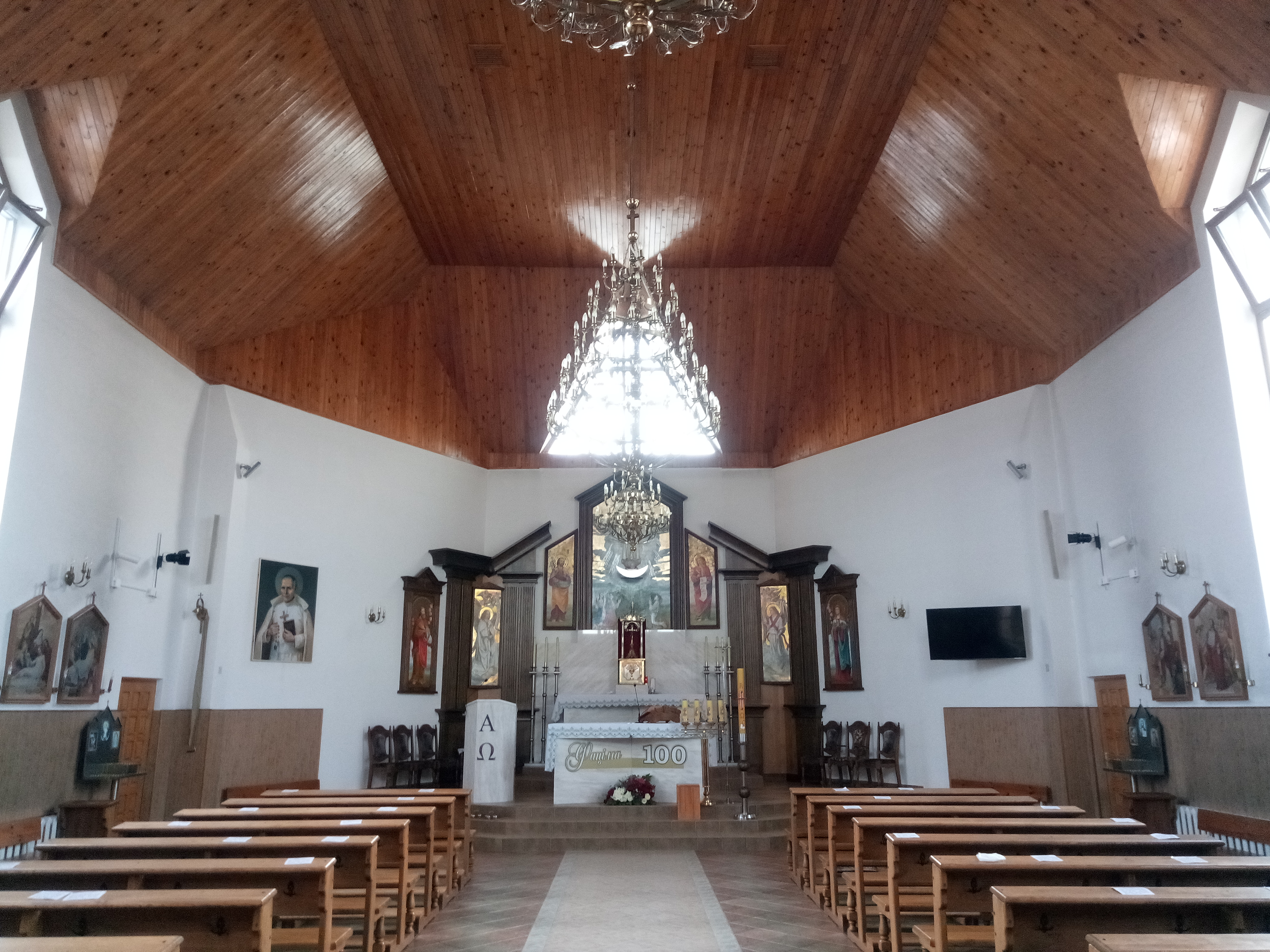
Wnętrze świątyni

Pierwsze spotkanie katolików w Żodzinie miało miejsce 25 marca 1992 r. 6 maja tego roku w sali Domu Kultury GRES proboszcz parafii w Borysowie o. Józef Pietuszko MIC odprawił pierwszą Mszę Świętą. 20 maja 1992 r. zarejestrowano parafię pod wezwaniem Matki Bożej Fatimskiej. 6 kwietnia 1993 r. Miejski Komitet Wykonawczy w Żodzinie przydzielił ziemię pod budowę świątyni. W latach 1993–1994 duszpasterzami parafii byli o. Jarosław Hybza MIC i o. Józef Pietuszko MIC. 15 maja 1994 r. na placu budowy umieszczono drewniany krzyż, który został zniszczony przez wandalów w nocy 26 czerwca 1994 r. 15 sierpnia 1994 r. na placu kościelnym ustawiono metalowy wagon, gdzie odprawiano nabożeństwa. Podczas świąt i uroczystości modlono się na placu kościelnym.
26 stycznia 1995 r. proboszczem parafii został o. Marek Żuk MIC. 7 października 1996 r. proboszcz poświęcił plac budowy kościoła. 11 listopada 1996 r. w fundamenty kościoła wmurowano pierwszy kamień. 1 grudnia 1997 r. przeniesiono z wagonu do kościoła Najświętszy Sakrament, a 7 grudnia w piwnicy odprawiono pierwszą Mszę Świętą. 13 września 2003 r. kościół konsekrował kardynał Kazimierz Świątek. 1 grudnia 2007 r. abp Tadeusz Kondrusiewicz poświęcił nowe dzwony.
13 maja 2017 r. z okazji-100 lecia objawień fatimskich abp Tadeusz Kondrusiewicz nadał kościołowi tytuł Sanktuarium Matki Bożej Fatimskiej.
Przy parafii funkcjonuje chór, którym od założenia kieruje Hanna Rzewucka. Co roku organizowana jest piesza pielgrzymka do Sanktuarium w Budsławiu.

## Proboszczowie parafii
| imię i nazwisko            | daty urzędowania |
| -------------------------- | ---------------- |
| O. Józef Pietuszko MIC     | 1992 – 1993      |
| O. Jarosław Hybza MIC      | 1993 – 1994      |
| O. Marek Żuk MIC           | 1995 – 2007      |
| O. Wiaczesław Pialinak MIC | 2007 – 2009      |
| O. Andrzej Sidorowicz MIC  | 2009 – 2011      |
| O. Michał Ćwieczkowski MIC | 2011 –           |